# 우다촌
우다촌(有田村)은 미에현 와타라이군에 있던 촌이다. 현재의 다마키정 북동부, 이세시의 일부, 다키군 메이와정의 일부에 해당한다.

## 역사
- 1889년 4월 1일 - 정촌제 시행에 의해 와타라이군 우다촌이 성립하였다.
- 1955년 4월 10일 - 촌이 분할에 의해 나가사케, 세코, 몬젠, 사카모토, 다니무라, 다마가와, 오카무라, 묘호지, 나카라쿠, 쿠보 및 이쿠라의 일부(쓰마가히로 제외)가 다마루정, 히가시토키다촌과 합병해 다마키정이 성립하여. 유다・신무라 및 이쿠라의 일부(쓰마가히로)가 오마타정에 편입해, 동일 우다촌은 폐지되었다.
- 1957년 1월 15일 - 오마타정 중 구촌 지역의 일부(쓰마가히로)가 다키군 사이메이촌에 편입되었다.

## 교통

### 철도
- 산구급행전철(현・긴키 닛폰 철도)
  - 본선 (1942년 폐선)

## 참고문헌
- 가도카와 일본 지명 대사전 24 三重県